# White Bird in a Blizzard
White Bird in a Blizzard (bra: Pássaro Branco na Nevasca; prt: Pássaro Branco) é um filme de arte independente franco-estadunidense de 2014, dos gêneros suspense, mistério e drama, produzido, escrito, dirigido e editado por Gregg Araki e estrelado por Shailene Woodley, Eva Green e Christopher Meloni. Baseado no romance homônimo de Laura Kasischke, o filme acompanha vários anos da vida da adolescente Katrina "Kat" Connors (Woodley), começando no dia em que sua mãe, Eve (Green), desapareceu e os efeitos que esse acontecimento teve sobre ela e as pessoas de sua vida, freqüentemente alternando entre o tempo presente e flashbacks. O filme estreou no Festival de Cinema de Sundance de 2014 em 20 de janeiro de 2014 antes de receber um lançamento limitado nos cinemas em 24 de outubro de 2014.

## Sinopse
Kat Connors tem 17 anos quando sua aparentemente perfeita mãe dona de casa, Eve, desaparece em 1988. Tendo vivido por tanto tempo em uma casa emocionalmente reprimida, ela mal registra a ausência de sua mãe e certamente não culpa seu capacho de pai, Brock, pela perda. Mas com o passar do tempo, Kat começa a entender o quão profundamente o desaparecimento de Eve a afetou. Voltando para casa nas férias da faculdade, ela se vê confrontada com a verdade sobre a partida de sua mãe e sua própria negação sobre os eventos que a cercam.[carece de fontes?]

## Elenco
- Shailene Woodley como Katrina "Kat" Connors
  - Ava Acres como a Kat de 8 anos
- Eva Green como Eve Connors
- Christopher Meloni como Brock Connors
- Shiloh Fernandez como Phil
- Gabourey Sidibe como Beth
- Thomas Jane como Detetive Scieziesciez
- Angela Bassett como Dra. Thaler
- Dale Dickey como Sra. Hillman
- Mark Indelicato como Mickey
- Sheryl Lee como May
- Jacob Artist como Oliver

## Recepção

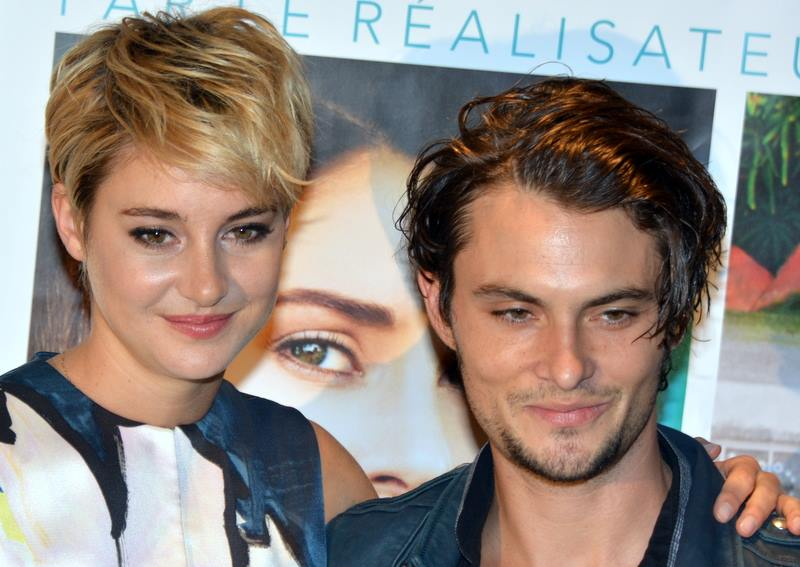
Shailene Woodley e Shiloh Fernandez em Paris na estreia do filme na França.

### Bilheteria
O filme estreou nos Estados Unidos em um lançamento limitado em 24 de outubro de 2014 em 4 cinemas e arrecadou US$ 6 302 com uma média de US$ 1 576 por sala de cinema e classificou-se em 80º lugar nas bilheterias. Após 7 semanas nos cinemas, o filme arrecadou US$ 33 821 no mercado interno e US$ 435 880 no exterior, totalizando US$ 469 701.

## Recepção
No Rotten Tomatoes, o filme tem uma pontuação de 54% com base em 90 resenhas, com uma classificação média de 5,62/10. O consenso crítico afirma: "Em parte thriller suburbano, em parte drama de despertar sexual - e totalmente convincente como nenhum dos dois - White Bird in a Blizzard repousa um pouco pesadamente sobre o trabalho tipicamente superlativo de Shailene Woodley." O filme também teve uma pontuação de 51 de 100 no Metacritic com base em 27 críticos indicando "críticas mistas ou médias".
Pop Insomniacs disse, "Nós vimos versões dessa história várias vezes, mas nunca completamente mutiladas como esta antes, que é precisamente porque eu estava tão cativado, desconfortável e surpreso com este filme". A repórter do Kansas City Star, Jocelyn Noveck, disse: "Tudo se resume a uma reviravolta na história e é agradavelmente chocante. Mas no final você ainda está balançando a cabeça, sentindo-se perdido, desejando que houvesse algo tangível segurar - talvez um pouco como estar preso em um globo de neve... Duas estrelas em quatro".
Stereogum classificou a trilha sonora pop e shoegaze dos anos 80 do filme como a 16ª melhor trilha sonora de 2014.